# Yedlinita
La yedlinita es un mineral cloruro de la clase de los minerales haluros. Fue descubierta en 1974 en una mina del Condado de Pinal, en Arizona (Estados Unidos) siendo nombrada así en honor de Leo Yedlin, recolector de minerales estadounidense que descubrió el mineral. Un sinónimo es su clave, IMA1974-001.

## Características químicas
Es un cloruro oxi-hidroxilado de plomo y cromo, que cristaliza en el sistema cristalino trigonal.

## Formación y yacimientos
Se encuentra como mineral secundario muy raro formado en las últimas etapas de oxidación de un depósito de minerales polimetálicos de alteración hidrotermal, en minas de Arizona.
Suele encontrarse asociado a otros minerales como: diaboleíta, fosgenita, matlockita, wherryíta, wulfenita, dioptasa, cerusita, mimetita, willemita, hemimorfita, fluorita o cuarzo, más rara vez con boleíta o paralaurionita.